# Cathy La Torre
Cathy La Torre (Erice, 31 agosto 1980) è un'avvocata e attivista italiana.
È specializzata in diritto antidiscriminatorio, con particolare riferimento alle discriminazioni basate sull'orientamento sessuale, sull'identità di genere, oltre che alla tutela dei diritti della comunità LGBTQIA+

## Biografia
Nata a Erice da madre statunitense e padre siciliano, dopo il liceo classico, si trasferisce a Bologna per frequentare l'Università, dove si laurea in giurisprudenza nel 2004, nel 2005 si iscrive come patrocinatrice abilitata all’esercizio della professione forense e inizia un’intensa attività di collaborazione e attivismo presso il Movimento Identità Trans di cui ha ricoperto la carica di vicepresidente dal 2010 al 2016.
Nel 2008 è co-fondatrice del Centro Europeo di Studi sulla Discriminazione. Nel 2013 ha co-fondato l'associazione Gay Lex: una rete di avvocati e ad attivisti per la tutela dei diritti delle persone gay, lesbiche, bisessuali, trans.
Nel 2010 è stata eletta coordinatrice provinciale di Sinistra Ecologia Libertà nella provincia di Bologna; carica ricoperta fino al 2011, anno in cui è entrata a far parte del consiglio comunale di Bologna fungendo la funzione di capogruppo. Dal 2011 al 2016 è stata consigliera comunale a Bologna, eletta nelle file di Sinistra Ecologia Libertà a sostegno del candidato sindaco Virginio Merola. È stata componente della Direzione Nazionale di Sinistra Ecologia Libertà dal 2013 fino alla dissoluzione del partito nel 2016 in qualità di Responsabile Nazionale Diritti.
Dal 2008 al 2012 cura il Festival delle Differenze realizzato dal MiT in collaborazione con il CESD, festival europeo itinerante.
Nel 2018, insieme all'avvocata Silvia Gorini, fonda lo studio "Legali Associate Wildside Human First", qualificato nel campo delle nuove tecnologie.
Nel luglio 2019 è stata tra le promotrici della campagna online Odiare Ti Costa, iniziativa che contrasta l'hatespeech e diffamazioni sul web; Grazie al suo impegno nella lotta per i diritti civili e contrasto dell"odio in rete è stata insignita del riconoscimento «professionisti pro bono» ai The Good Lobby Awards del 2019.
Per iO Donna è tra le dieci donne del 2020. Nello stesso anno viene insignita del premio Coraggio Emanuela Loi.

## Opere
- Nessuna causa è persa, Strade Blu, Milano, Mondadori, 2020, ISBN 978-88-04-73123-8.
- Ci sono cose più importanti, Strade Blu, Milano, Mondadori, 2022, ISBN 978-88-35-71797-3.
- Non è normale. Se è violenza non è amore. È reato, Tagli, Milano, Feltrinelli, 2024, ISBN 978-88-07-73068-9.